# Friedhof Rummelsburg

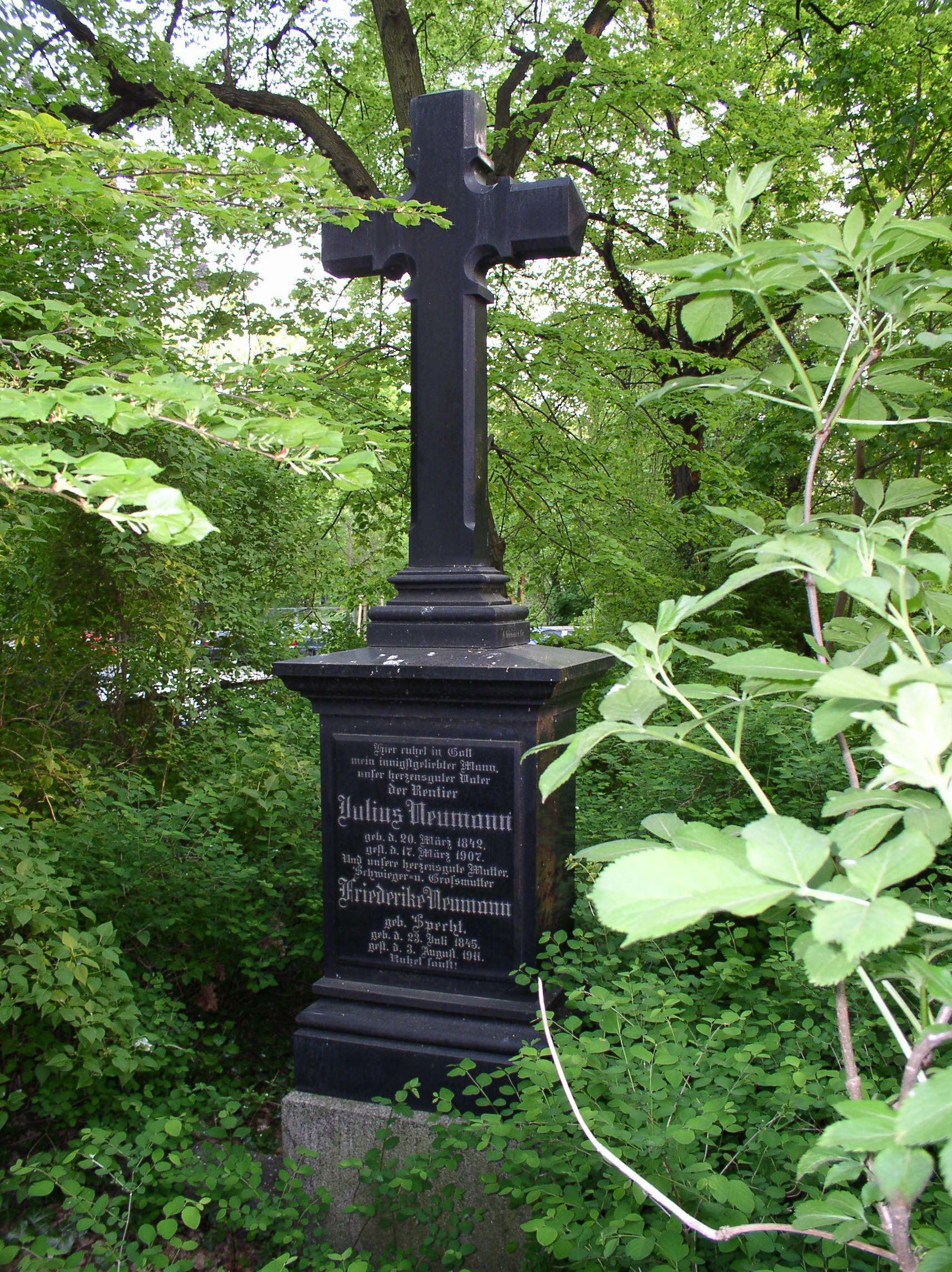
Grabkreuz Julius Neumann

Der Friedhof Rummelsburg ist ein landeseigener Friedhof im Berliner Bezirk Lichtenberg. Er wurde 1892 eröffnet und bis 1971 genutzt, außerdem befindet sich auf ihm eine Kriegsgräberstätte mit 316 Einzelgräbern von gefallenen Soldaten des Zweiten Weltkrieges.

## Beschreibung
Der Friedhof an der Rummelsburger Straße 71–73 hat eine Gesamtfläche von 27.688 Quadratmetern. Er ist heute deutlich in zwei sehr unterschiedliche Teile unterteilt, die sich vor allem im Pflegegrad unterscheiden und durch einen Weg getrennt werden.

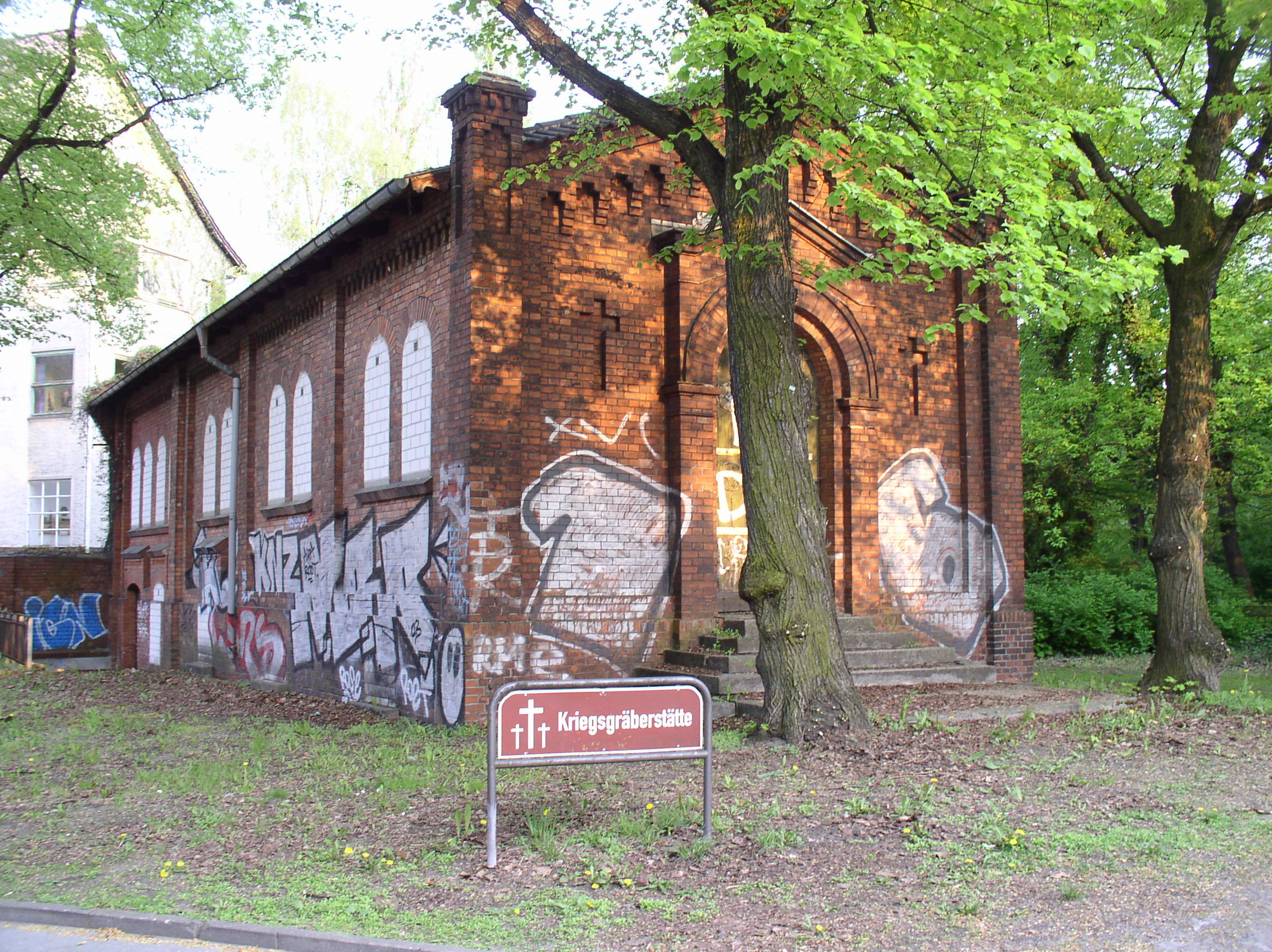
Kapelle

Auf der einen Seite befindet sich eine große Rasenfläche mit den Abteilungen zwei und vier des Friedhofs, auf der in mehreren Reihen die monotonen Grabsteine der 316 Einzelgräber für die Opfer des Zweiten Weltkriegs liegen. Dieser Bereich wird nach hinten abgegrenzt durch die Friedhofsmauer, an der sich mehrere Wandbegräbnisse befinden, darunter besonders gut erhalten die Grabwand der Familie des Maurer- und Zimmermeisters Paul Wagenknecht.
Auf der anderen Seite des Weges befindet sich, beginnend mit der rechteckigen Backsteinkapelle, der wenig gepflegte und heute deutlich von Vandalismus gezeichnete Teil des Friedhofs. Auf diesem existiert eine üppige Vegetation aus Efeu und Gebüsch, die die meisten Grabstätten weitgehend abdeckt. Die noch deutlich sichtbaren Grabsteine sind teilweise umgestürzt oder (ebenso wie die heute nicht mehr genutzte Kapelle) mit Graffiti besprüht. Ausnahmen bilden dabei das imposante Grabkreuz des Rentiers Julius Neumann und der Grabstein des Fleischermeisters Walter Rudolph und seiner Frau Ida.

## Persönlichkeiten

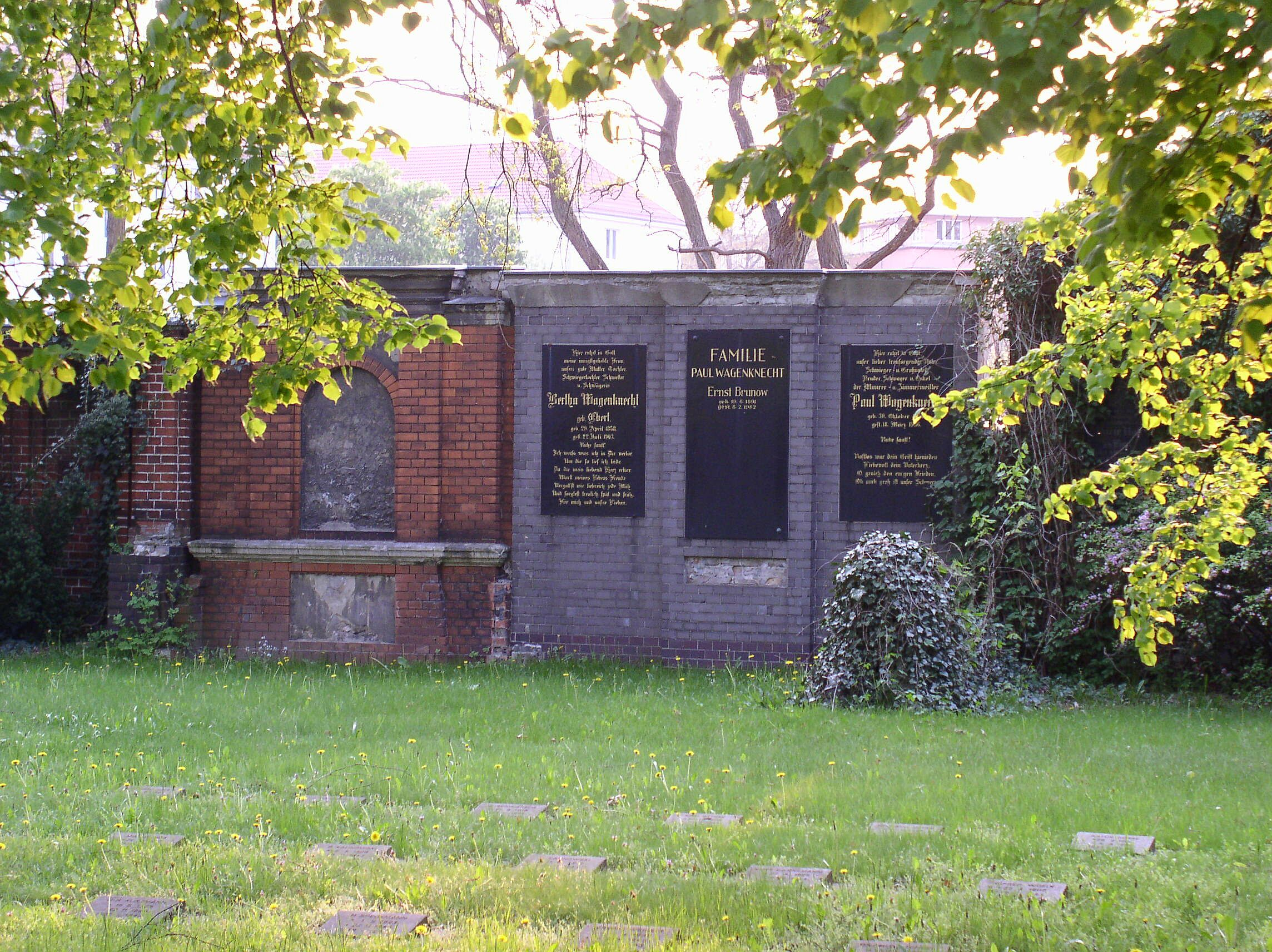
Grabwand der Familie Paul Wagenknecht, im Vordergrund das Kriegsgräberfeld

Auf dem Friedhof Rummelsburg existieren keine Ehrengräber und die meisten der hier begrabenen Personen gehören dem Bürgertum an. Das Grabmal des Kaufmanns und Gemeindevorstehers Adolph Schlicht an der Gräberwand steht heute unter Denkmalschutz. Außerdem findet man die Grabstätten mehrerer Polizeibeamter, die in den Wirren der Märzkämpfe 1919 fielen: Max Mahlecki, Willy Nürnberg, Hermann Raschke, Rudolf Rusenow und Ernst Welk. Die prominentesten Personen waren der erste Pfarrer der Erlöserkirche Johann Wilhelm Carl Schlaeger, der Direktor des Jahn-Realgymnasiums Friedrich Bartsch sowie der bereits erwähnte Adolph Schlicht.